# Étienne Tempier
Étienne Tempier, connu également comme Stéphane d'Orléans, né vers 1210 et mort le 3 septembre 1279 à Paris, est un prélat et un théologien français.
Il est chancelier de l'École cathédrale de Paris, puis évêque de Paris de 1268 à sa mort.

## Biographie

### Sa condamnation de thèses «averroïstes»
Le 10 décembre 1270, Étienne Tempier promulgue une première condamnation de treize propositions philosophiques ou théologiques d'inspiration aristotélicienne ou averroïste, qu'on peut regrouper sous quatre rubriques : éternité du monde, négation de la providence universelle de Dieu, unicité de l'âme intellective pour tous les hommes (monopsychisme), déterminisme. 
Par la suite, l'évêque de Paris développe sa condamnation dans un nouveau décret de 219 articles le 7 mars 1277. Y sont visés des penseurs appartenant à la Faculté des arts de l'université de Paris, essentiellement Siger de Brabant, Boèce de Dacie, tenants de ce qu'Ernest Renan appellera l'averroïsme latin et F. Van Steenberghen l'aristotélisme radical (1977), doctrines qui semblent plus imaginaires que réelles.

#### Le texte de Tempier et ses versions
- Étienne Tempier, La condamnation parisienne de 1277, édition du texte latin et trad. David Piché, Vrin, 2002. Première version (1270) : 13 thèses visées ; seconde version (1277) : 219 thèses visées (en ligne).

#### Études
- R. Hissette, Enquête sur les 219 articles condamnés à Paris le 7 mars 1277, Louvain et Paris, Philosophes médiévaux, 1977.
- R. Imbach, « L'averroïsme latin du XIIIe siècle », in: R. Imbach et A. Maieru, Gli Studi di Filosofia fra Otto et Novecento, Rome, 1991, pp. 191-208.
- S. Piron, « Le plan de l’évêque. Pour une critique interne de la condamnation du 7 mars 1277 », Recherches de théologie et philosophie médiévales, 78/2, 2011, pp. 383-415.
- Fernand van Steenberghen, La philosophie au XIIIe siècle, Louvain, Publications universitaire ; Paris, Béatrice-Nauwelaerts, collection « Philosophes médiévaux », tome IX, 1966 (lire en ligne).
- La condamnation parisienne de 1277, Nouvelle édition du texte latin, traduction, introduction et commentaire par David Piché avec la collaboration de Claude Lafleur, Paris, Vrin, "Sic et Non", 1999.